# A portell

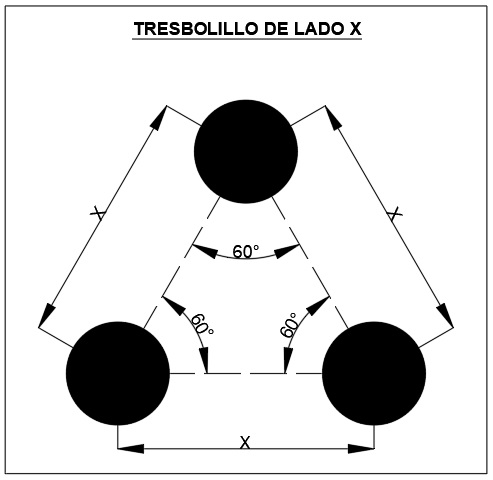
Esquema acotat d'una disposició a portell.

En agricultura, el sistema de plantació a portell es basa en la figura del triangle equilàter. Cada plançó queda situat a la mateixa distància dels altres plançons i, referit a dos plançons d'una filera oposada, queda enmig de tots dos.
Un cop decidida la distància de separació dels plançons és molt fàcil marcar els punts de plantació. Marcada una línia amb cordill, cada plançó es planta a la distància predeterminada a partir d'un extrem. La segona filera es marca amb el cordill a partir dels extrems de la primera filera. No cal que el camp sigui rectangular.
Un dels avantatges de la plantació a portell és que permet tres maneres de llaurar, o fer altres treballs, pel fet que les plantes defineixen i deixen lliures tres camins a 120 graus. En el conreu de les vinyes és freqüent disposar els ceps a portell. També són freqüents les plantacions d'arbres fruiters a portell.

## Altres aplicacions
Els sistemes de distribució de diversos elements físics a portell, en quincunci o en sistemes similars han estat emprats en serveis diferents des de temps molt antics.
|  |  |  |  |

|  |  |  |